# Александрийский стих
Александрийский стих (фр. Alexandrin) — французский двенадцатисложный стих с цезурой после шестого слога, с обязательными ударениями на шестом и двенадцатом слоге и с обязательным смежным расположением попеременно то двух мужских, то двух женских рифм. Название своё он (предположительно) получил от «Романа об Александре» (Roman d’Alexandre, 1180), который был написан как раз таким двенадцатисложным стихом.
Впервые александрийский стих встречается в конце XI века («Путешествие Карла Великого в Иерусалим и Константинополь»). Особенно он был распространён в период французской классической трагедии (Корнель, Расин). 
Ритмически александрийский стих характеризуется тем, что распадается на два полустишия по шесть слогов в каждом. В каждом полустишии имеется обычно два ударения — одно постоянное (на конце — «accent fixé»); различные комбинации этих ударений, дающих 36 фигур, и создают ритмическое движение александрийского стиха. Первоначально александрийский стих являлся чисто силлабическим стихом, но в результате длительной эволюции приобрёл отчётливое тоническое строение. У французских романтиков (В. Гюго и др.) александрийский стих характеризуется резкими нарушениями цезуры, передвигающейся направо и соответственно изменяющей расположение ударений.

## Русский александрийский стих
Русским александрийским стихом называется шестистопный ямб с обязательной цезурой после третьей стопы и с аналогичной французскому александрийскому стиху рифмовкой. Например:

Никто на празднике блистательного мая,
Меж колесницами роскошными летая,
Никто из юношей свободней и смелей
Не властвует конём по прихоти своей.
Впервые александрийский стих появляется у Тредиаковского («Способ к сложению российских стихов») и широко применяется авторами XVIII века, преимущественно в трагедиях (Сумароков, Княжнин и др.). У Пушкина александрийский стих представлен в основном сатирами и подражаниями древним; в «Домике в Коломне» (1830) Пушкин подвергает этот размер осмеянию, но, несмотря на это, им написаны философские стихотворения «каменноостровского цикла» 1836 г. («Из Пиндемонти», «Мирская власть», «Полководец», «Напрасно я бегу к сионским высотам»). В поэзии XX века александрийский стих встречается редко, в основном как стилизация.

## Итальянский александрийский стих
Итальянский александрийский стих создал Пьер Якопо Мартелло (1665—1727). Названный в честь создателя мартеллианским, он представляет собой четырнадцатисложные стихи, рифмующиеся попарно. Стих не прижился в трагедиях, но использовался в дальнейшем в итальянских комедиях. За свою тяжеловесность мартеллианский стих был осмеян в комедии «Любовь к трем апельсинам» Карло Гоцци.